# Инклинација
Инклинација или нагиб је угао између неке задане равни и референтне равни и изражава се у степенима (°) од 0° до 180°.

### Астрономија
Инклинација је један од 6 орбиталних параметара који описују облик и оријентацију орбите небеског тела, као и његов положај на њој.
У Сунчевом систему, инклинација (i на слици) орбите планете представља угао између равни орбите планете (или астероида, комете…) и еклиптике (орбитална раван Земље).
Али од интереса су и следеће инклинације:
- нагиб осе ротације

- угао између осе ротације неког тела и осе његове орбиталне равни. Нагиб осе Земље узрокује годишња доба
- инклинација орбите сателита

- угао између орбите неког сателита и екватора матичне планете
Постоји неколико карактеристичних инклинација које одређују и назив орбите. На примеру орбите сателита око планете:
- Инклинација од 0° значи да сателит обилази матично тело у његовој екваторијалној равни, у смеру ротације планете. Оваква орбита се назива директна.
- Инклинација од 90° значи да је сателит у поларној орбити, па сателит пролази и изнад полова планета.
- Инклинација од 180° значи да сателит обилази планету у њеној екваторијалног равни, али у смеру обрнутом од ротације планета, дакле ретроградно.